# ولادیمیر میکلوشفسکی
ولادیمیر ولادیمیرویچ میکلوشفسکی (به روسی: Владимир Владимирович Миклушевский؛ زادهٔ ۱۵ سپتامبر ۱۹۶۷)، یک سیاستمدار روسی است که در حال حاضر رئیس دانشگاه پلی تکنیک مسکو از ۲۹ دسامبر ۲۰۱۷ است.
او از ۱۶ مارس ۲۰۱۲ تا ۴ اکتبر ۲۰۱۷ به عنوان فرماندار منطقه پریمورسکی خدمت کرده بود. او یکی از اعضای حزب روسیه متحد است. او دکترای علوم فنی، نویسنده بیش از ۶۰ مقاله علمی است.
در ۸ اکتبر ۲۰۱۰، به دستور ولادیمیر پوتین، نخست‌وزیر روسیه، وی به عنوان رئیس دانشگاه فدرال خاور دور منصوب شد.
در ۲۸ فوریه ۲۰۱۲، پس از استعفای فرماندار سابق سرگئی دارکین، میکلوشفسکی به عنوان سرپرست فرمانداری پریمورسکی منصوب شد.